# Frances S. Klock
Frances S. Klock (* 1. Januar 1844 in North Lee, Massachusetts; † 6. Oktober 1908) war eine amerikanische Politikerin im Bundesstaat Colorado. Sie war eine der drei ersten Frauen, die in den USA als Mitglied in das Abgeordnetenhaus eines Bundesstaates gewählt wurden.  Von 1895 bis 1896 saß sie im Repräsentantenhaus von Colorado.

## Leben
Klocks Vater, Nelson Krake, war Stadtpolizist. Als sie 15 Jahre alt war, zog ihre Familie nach Fond du Lac in Wisconsin. Zu dieser Zeit heiratete sie John I. Klock. Nach dem Amerikanischen Bürgerkrieg zogen sie und ihr Mann, der im Krieg schwer verwundet wurde, 1871 nach Denver.

## Politische Karriere
Colorado wurde der erste Staat, in dem Frauen am 7. Januar 1893 durch Volkswahl das Wahlrecht erhielten. Im Jahr darauf, am 6. November 1894, wurden drei Frauen in das Repräsentantenhaus von Colorado gewählt. Neben Klock waren dies Clara Cressingham und Caroline Clyde Holly. Alle drei gehörten zur Republikanischen Partei und wurden 1895 im Amt vereidigt. Jede hatte eine Amtszeit von 1895 bis 1896.